# Лі Цзинхе
Лі Цзинхе (22 травня 1964) — китайський важкоатлет.
Бронзовий призер Олімпійських Ігор 1988 року в категорії до 67,5 кг.